# 瓦訥河
瓦訥河（法語：Ouanne，法語發音：[wan]）是法國的河流，位於該國中部，屬於卢万河的右支流，河道全長84公里，流域面積950平方公里，平均流量每秒4.8立方米，發源自瓦讷附近，河口處在卢万河畔孔夫朗。

## 外部連結
- Geoportail （页面存档备份，存于）
- Sandre数据库中的瓦訥河